# Manova
Manova ist ein Onlinemagazin im Stil eines Internet-Blogs mit dem Slogan „Magazin für die kritische Masse“. Es wurde von Jens Wernicke, der auch stellvertretender Chefredakteur war, unter dem Namen Rubikon gegründet und ging 2017 online. Seit April 2023 firmiert es unter neuen Herausgebern mit dem Slogan „Magazin für Freiheit und Frieden, Mitwelt und Menschenrechte“ und dem neuen Namen Manova. Es beschäftigt sich vor allem mit aktuellem politischen Geschehen, teils mit Hilfe von Verschwörungstheorien. Chefredakteur ist seither Roland Rottenfußer.

## Struktur
Die Website Rubikon, seit April 2023 unter dem Namen Manova.news, wird von einer scheinbaren gemeinnützigen GmbH, mit der Firma Initiative zur Demokratisierung der Meinungsbildung gemeinnützige GmbH, mit Sitz in Mainz, betrieben.
Gründer und Inhaber der GmbH im Jahr 2017 waren Jens Wernicke, Johannes Hofbauer und Dirk Sadlowski. Im Jahr 2018 wurde Jens Wernicke alleiniger Gesellschafter und Geschäftsführer. Wernicke war zuvor bei den NachDenkSeiten aktiv und ist ein ehemaliger Mitarbeiter von Daniele Ganser. Seit 2021 ist Jana Pfligersdorffer alleinige Gesellschafterin und Geschäftsführerin der GmbH.
Die Website wird durch Spenden finanziert. Laut Redaktion vom 8. April 2023 ist Rubikon.news umgezogen und nunmehr unter manova.news zu finden. Das Manova.news-Archiv listet Artikel auf, die zuvor in „Rubikon – Das Magazin für die kritische Masse“ veröffentlicht wurden.
Bis Juni 2020 veröffentlichten mehr als 600 Menschen, davon rund 80 Prozent Männer, in Rubikon.

## Selbstverständnis
Nach Eigenangaben sah sich Rubikon als politische Bewegung und als Magazin der „kritischen Masse“, die erforderlich sei, um tatsächliche Veränderungen herbeizuführen. Man möchte die „herrschenden Zustände analysieren und kritisieren“, da dies „Bedingung für eine erfolgreiche Verbesserung der Weltverhältnisse“ sei. Man wolle dem Mainstream Antithesen gegenüberstellen, etwa gegen die angeblich zu wohlwollende Wahrnehmung des französischen Präsidenten Emmanuel Macron als „sozialliberalen Politiker“. Ebenso griff Rubikon laut der freien Journalistin Susanne Stracke-Neumann die Verteidigung der Central European University in Budapest an, „die überwiegend dem Einfluss des global agierenden Kapitalisten George Soros diene, gegen die [sic] sich Viktor Orbán zu wehren versuche“.

## Position zur COVID-19-Pandemie
Mit dem Ausbruch der COVID-19-Pandemie konzentrierte sich die Website auf dieses Themenfeld. Rubikon druckte 2020 eine lange Rechtfertigung von Anselm Lenz für seine „Hygienedemos“ während der Corona-Pandemie. Jens Wernicke selbst sprach in einem Artikel vom 29. April 2020 von „Desinformation“ und der „relativen Gefahrlosigkeit des Erregers“. Dieser Text zeige beispielhaft, „dass ‚Rubikon‘ gerne unabhängig von seriösen Quellen durch die Gegend schippert“, so Matthias Holland-Letz. Im Text wird auf das Schweizer Webangebot Swiss Policy Research (SPR) verlinkt, das sich jedoch lediglich auf nicht näher quantifizierte Augenzeugenberichte aus Italien berief. Rubikon-Chef Wernicke verkündete am 29. April 2020, er habe gegen die rheinland-pfälzische Pandemie-Notstandsverordnung Klage eingereicht. Es handele sich um ein „menschenverachtendes und verfassungswidriges Notstands-Regime“; er verwies auf den Mediziner Bodo Schiffmann, nach dem eine „neue Monarchie“ im Entstehen sei. Die Website veröffentlichte zudem einen Exklusivauszug des von Fachwissenschaftlern negativ beurteilten Buchs Corona Fehlalarm? von Sucharit Bhakdi und Karina Reiss. Im Juni 2021 gab Rubikon das Buch Falsche Pandemien – Argumente gegen die Herrschaft der Angst des Arztes und Politikers Wolfgang Wodarg über dessen umstrittenen Ansichten zur Corona-Pandemie heraus.

## Rezeption der Inhalte

### Wissenschaftliche Einordnung
Der Amerikanist und Verschwörungstheorieforscher Michael Butter reihte Rubikon 2019 ein in die „alternativen Medien“ wie KenFM, Telepolis oder NachDenkSeiten, die alle eine Gegenöffentlichkeit zu den traditionellen Medien und dem öffentlich-rechtlichen Rundfunk bilden würden. Sie bedienten Verschwörungstheorien wie die von der „Lügenpresse“ und verkauften diese als seriöse Nachrichten.
Der Soziologe Georg Vobruba legt seiner wissenssoziologischen Analyse des „Verschwörungsweltbilds“ als empirisches Material Texte aus Rubikon/Manova und anderen Alternativmedien zugrunde, betont dabei aber, es gehe ihm nicht um eine Gesamteinschätzung dieser Magazine.

### Journalistische Rezeption
Als Rubikon 2017 drei Monate am Start war, befand die Journalistin Christiane Enkeler gegenüber dem Deutschlandfunk, das Magazin stelle sich „sehr heterogen“ dar. Gut gelinge das kritische Analysieren von Leitmedien. Insgesamt befinde sich Rubikon noch in der Entwicklung.
Texte des Rubikon-Chefredakteurs Jens Wernicke wurden auf Ken Jebsens Website KenFM weiterverbreitet. 2017 kritisierte die Tageszeitung Neues Deutschland, dass Rubikon schriftliche Fragen an Jebsen in einem Artikel veröffentlichte und kommentierte, nachdem Jebsen sie weitergegeben hatte, statt zu antworten.
Laut einer Analyse von Matthias Holland-Letz 2020 in Übermedien sind unter den Veröffentlichungen „überaus lesenswerte Texte“ gewesen. Das Bild vom seriösen Online-Magazin zerbrösele jedoch bei genauerem Hinschauen. „Der Tenor vieler Beiträge: Gegen die USA, gegen Israel, für Russland, gegen Waffenexporte, gegen Angela Merkel.“
Simon Hurtz bezeichnete die Website in der Süddeutschen Zeitung 2020 als „Querfront-Magazin“. Roger Schawinski nennt es in seinem Buch über Verschwörungstheorien ein „Internetportal mit Verschwörungstheoretiker-Groove“.
Während der COVID-19-Pandemie wurde Rubikon zu einer Plattform der Verschwörungsszene in Berlin, die die Gefährlichkeit des Virus negiert. Der Spiegel nannte Rubikon „eine Art Hausmedium der Protestler“ um Anselm Lenz, in dem „immer wieder verschwörungsideologische Beiträge“ veröffentlicht würden. Im Beirat säßen „auch Journalisten, die für Weltnetz.tv und RT Deutsch“ arbeiteten. Die Plattform suche „Kontakt zu Fake-News-Verbreitern wie Ken Jebsen, der mit seinem YouTube-Kanal KenFM momentan massiv von der Coronakrise“ profitiere. Im November 2020 löschte Youtube Rubikons Kanal aufgrund von Verstößen gegen die YouTube-Community-Richtlinien zu medizinischen Fehlinformationen über COVID-19.
Laut dem US-amerikanischen Unternehmen NewsGuard, das Nachrichtenportale nach Desinformation und Vertrauenswürdigkeit bewertet, ist Rubikon eine Website, die hauptsächlich über deutsche Politik berichtet, dabei Narrative der russischen Regierung unterstützt und Verschwörungsmythen sowie falsche und irreführende Behauptungen veröffentlicht, unter anderem auch über das neuartige Coronavirus.